# Virgin Earth Challenge
Virgin Earth Challenge är en utmaning som erbjuder 25 miljoner dollar i prispengar till den person eller det företag som kommer på en metod att ta bort växthusgaser från atmosfären och därmed motverka den globala uppvärmningen. Metoden skall vara kommersiellt gångbar och skalbar till en kapacitet på 3,6 miljarder ton CO2-ekvivalenter per år.
Priset är grundat av den brittiske entreprenören Richard Branson som också är en av domarna i tävlingen tillsammans med Al Gore, James Lovelock, James Hansen, Tim Flannery och Crispin Tickell.
Bland 2600 inskickade bidrag har elva finalister utsetts, däribland det svenska bolaget Biorecro. De tävlar med BECCS-teknologin, som kombinerar biomassa med geologisk koldioxidlagring för att ta bort koldioxid ur atmosfären. 